# Retombée radioactive

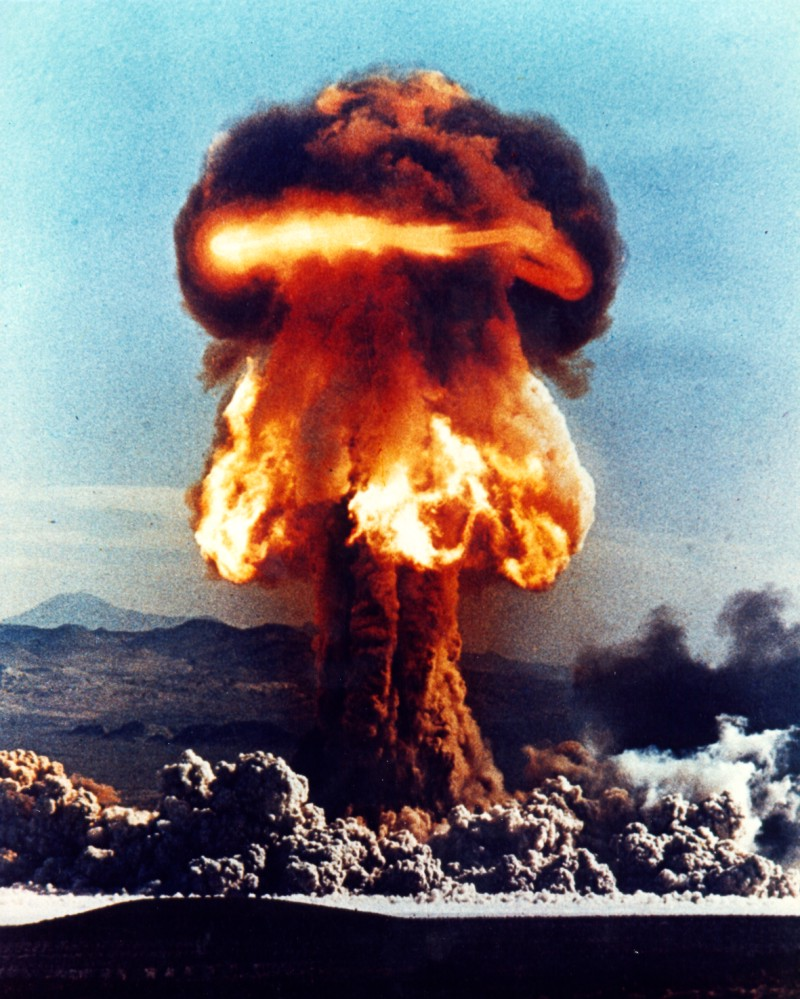
Exemple de retombée radioactive locale : Tir d'artillerie nucléaire, Upshot-Knothole Grable.
On voit la « jupe » du champignon atomique en cours de formation, formée par les débris incandescents et fortement contaminés en train de retomber.

Les retombées radioactives sont les matériaux radioactifs mis en suspension dans l'atmosphère à la suite d'une explosion d'une arme nucléaire ou un accident nucléaire. Il s'agit donc d'une forme de pollution nucléaire, susceptible de conséquences sanitaires. Ces éléments de petite taille, poussières visibles ou non, retombent lentement sur le sol, souvent jusqu'à très loin de leur provenance.
Il existe différents moyens de se protéger des retombées radioactives : masque à gaz et combinaison NBC (en cas de faibles radiations) ou abri anti-atomique, mais la plus efficace reste l'évacuation[réf. nécessaire].
En 1954, la bombe Castle Bravo, d'une puissance de 15 mégatonnes et testée dans l'atoll de Bikini, a provoqué un drame humain et écologique dans une zone de plusieurs centaines de kilomètres autour du lieu d'explosion. Le premier accident grave du nucléaire civil du monde occidental, l'incendie de Windscale (renommée Sellafield depuis), a eu lieu en 1957 en Angleterre. Les conséquences déclenchèrent un mouvement d'opinion global critique à l'égard des tests et, plus généralement, du développement d'armes nucléaires.

## Origine des retombées

### Retombées d'un accident nucléaire
Des retombées radioactives peuvent être dues à un accident nucléaire, explosion ou incendie, qui libère de la matière radioactive dans l'atmosphère. L'explosion d'une installation nucléaire n'a rien de commun avec une explosion nucléaire pour ce qui est de la puissance de l'explosion proprement dite : ce sont des détonations ou des déflagrations chimiques, mais qui peuvent projeter au loin des matériaux radioactifs.
Même dans un accident majeur extrême comme celui de Tchernobyl, où s'étaient succédé l'explosion de la cuve et l'incendie du modérateur graphite, tous les produits du cœur ne sont pas dispersés dans l'atmosphère. Les produits radioactifs partiront d'autant plus dans l'atmosphère qu'ils sont volatils : plus le point d'ébullition d'un corps sera faible, plus il sera facilement volatilisé par l'accident et plus il ne se condensera que lentement pour retomber au sol, ce qui augmentera sa dispersion par rapport aux produits moins volatils.
Pour l'échelle internationale des événements nucléaires (INES), sera qualifié d'« accident majeur » (de niveau 7) le rejet dans l'atmosphère de l'équivalent d'une quantité d'iode 131 supérieure à plusieurs dizaines de milliers de térabecquerels, le seuil approximatif étant donné à 50 pétabecquerels ou 5 × 1016 Bq.
Cette quantité (de l'ordre de un million de curies) correspond à une fraction de l'inventaire radioactif typique d'un cœur de centrale nucléaire, et un tel accident entraîne immédiatement des problèmes de radioprotection sur une zone étendue (et potentiellement multinationale) : évacuations dans l'immédiat, éventuelles limitations d'accès par la suite.
Les quatre plus importants accidents nucléaires en termes de retombées ont donné lieu à des émissions très disparates :
- Dans le cas de la catastrophe nucléaire de Tchernobyl, les émissions ont été de 1 760 PBq (400 kg) d'iode 131, 85 PBq de césium 137 et 10 PBq de strontium 90. Elles représentent donc 5 160 PBq d'« équivalent iode 131 » dans la méthode d'évaluation de l'échelle INES[2], supérieur d'un facteur 100 au seuil nécessaire pour le niveau 7.
- Comparativement, l'accident nucléaire de Fukushima a émis de l'ordre de 800 PBq d'équivalent iode[3], le classant lui aussi au niveau maximum 7.
- La catastrophe nucléaire de Kychtym a projeté environ 740 PBq (20 MCi), dont 10 % soit 74 PBq a donné lieu à des retombées non locales[4],[5]. L'INES la situe au niveau 6 sur l'échelle INES[2] en retenant l'émission de 1 PBq de strontium 90 et 13 TBq de césium 137 dans ces retombées, soit 20,5 PBq d'équivalent iode. Une évaluation de 2017[5] indique une répartition des isotopes de 66 % de Cérium 144, 25 % de Zirconium 95, 5,4 % de Strontium 90, 3,7 % de Ruthénium 106, et 0,35 % de Césium 137, soit des valeurs supérieures à celles utilisées par l'INES et qui pourraient justifier un classement au niveau 7.
- L'incendie de Windscale a dispersé 740 TBq d'iode 131, ce qui le situe au niveau 5 de l'échelle INES. Il n'a pas donné lieu à une évacuation sanitaire, mais le lait collecté dans les environs a été détruit par précaution.

### Retombées d'une explosion atomique

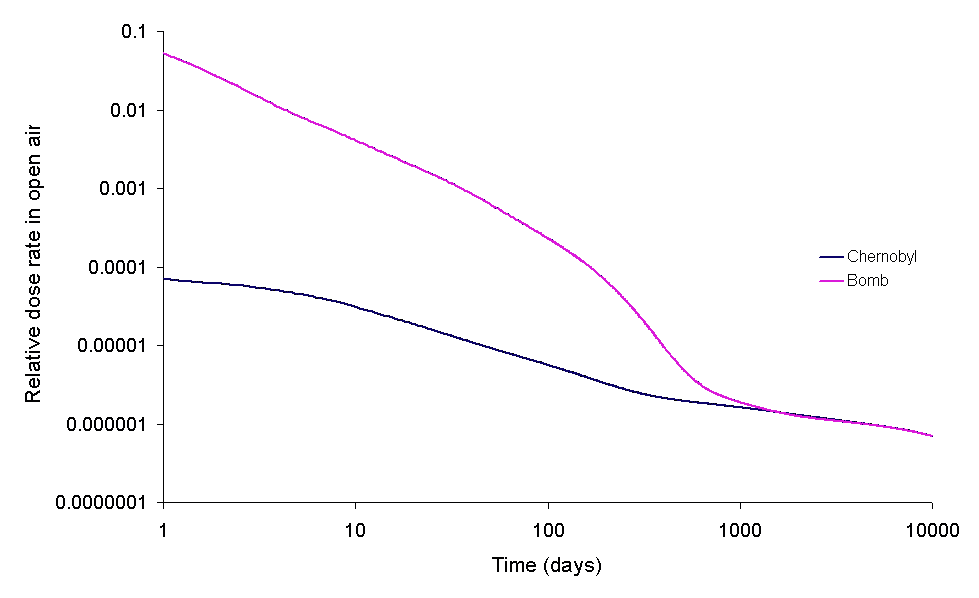
Comparaison de la radioactivité des produits de fission d'une explosion atomique (en rose) et d'un cœur de réacteur nucléaire pour une même quantité de césium 137.
À quantité de matière équivalente, une explosion atomique est mille fois plus contaminante pendant une centaine de jours ; mais la quantité de matière d'un cœur est mille fois plus importante que celle d'une bombe A. En fin de compte, les pollutions initiales peuvent être comparables, mais celle d'une explosion atomique est beaucoup moins durable.

La masse de produit de fission dépend de l'énergie produite durant l'explosion. Elle n'est pas très élevée, de l'ordre du kilogramme, car si la puissance thermique est considérable le temps durant lequel elle est émise est très court.
Dans le cas de la bombe Little Boy qui a explosé à Hiroshima un calcul précis donne une masse fissionnée de 730 g sur une masse totale de 64 kg d'uranium enrichi à 80 %. Les quantités de produit de fission sont donc très inférieures à celle produites par un réacteur électrogène de grande puissance durant une année de fonctionnement.
En revanche, l'activité de ces produits de fission est de plusieurs ordres de grandeur supérieure à celle d'un cœur de réacteur, parce que leur production n'est pas étalée dans le temps, et que les produits de fission à vie courte commencent en même temps leur décroissance radioactive.
La radioactivité contenue dans le nuage est proportionnelle à l’énergie développée par l’engin testé de l’ordre de 2 × 1019 Bq/kt une heure après l’explosion. Là où l'activité d'un cœur d'uranium dégageant 1 MW thermique est de l'ordre de 3,2 × 1016 Bq, l'activité du nuage est encore de 4 × 1020 Bq une heure après une explosion de 20 kt.
Les produits de fission proprement dits sont caractérisés par une activité bêta globale estimée à 1,7 × 1019 Bq/kt une heure après l’explosion (H+1). Il s'y ajoute les produits d'activation engendrés par le flux de neutrons sur l'atmosphère, ainsi que le reliquat de la matière fissile (dont la fission ne peut pas atteindre un rendement élevé) et les débris de l'engin explosif.
L'évolution en fonction du temps de l'indice bêta global du mélange décroît sensiblement selon une loi empirique en t-1,2 jusqu'à 180 jours après l’essai ; au-delà la décroissance s'accélère, et la loi s’exprime en t-2,35.
Cette radioactivité correspond à un dégagement d'énergie qui reste important : de l'ordre de 10 % de l'énergie de fission est produite sous forme de radiations résiduelles émises après l'explosion. Cependant, cette énergie ne contribue pas à la puissance explosive : quand on indique la puissance d'une bombe, elle est conventionnellement limitée à l'énergie émise moins d'une minute après l'explosion, hors radioactivité résiduelle.

### Mécanisme de retombées locales
| Carte indiquant l'état de la contamination au césium 137 en 1996 sur la Biélorussie, la Russie et l'Ukraine : - Zone fermée/confisquée (supérieure à 40 curies par kilomètre carré (Ci/km2) de césium 137) - Zone de contrôle permanent (15 à 40 Ci/km2 de césium 137) - Zone de contrôle permanent (5 à 15 Ci/km2 de césium 137) - Zone innommée (1 à 15 Ci/km2 de césium 137) On voit sur cette carte que les zones sont plus polluées là où la pluie a précipité la pollution, suivant un motif souvent qualifié de « peau de léopard ». La pollution radioactive autour de Tchernobyl traduit largement les retombées locales ; la pollution au Nord-Est de Gomel correspond aux zones de pluie au moment de l'accident. |

Les conséquences sanitaires les plus importantes sont celles des retombées locales.
Dans une explosion nucléaire de surface, ou dans l'incendie d'une installation nucléaire, une grande partie des matériaux en surface est pulvérisée et vaporisée par la chaleur, et est entraînée dans le nuage en champignon ou pyrocumulus ; il prend alors une couleur marron. Quand il se condense, ce matériau génère une grande quantité de particules de 100 nm à quelques millimètres de diamètre. Dans ce cas, les particules deviennent contaminées par les produits de fission et les produits d'activation qui s'y condensent. Il peut s'y ajouter la suie des incendies. Plus de la moitié de la radioactivité émise peut se retrouver piégée dans ces débris, qui peuvent retomber sur terre en moins de 24 heures.
Les premières retombées arrivent ainsi moins d'une heure après l'explosion. La composition chimique des éléments radioactifs conduit à une stratification chimique, les composés les moins volatils, qui se condensent en premier, se fixent sur les particules les plus grosses qui tombent localement ; les composés plus volatils se déposent par la suite et plus loin.
Le risque radiologique correspondant aux retombées globales est beaucoup plus faible, ne serait-ce que parce que les radionucléides sont plus dispersés, et que les produits de fission à vie courte ont le temps de perdre leur activité pendant le transport atmosphérique.

### Zones contaminées et niveaux de contamination
La zone effectivement contaminée dépend de la météorologie au moment de l'explosion. Si les vents sont forts, la contamination s'étend sur une distance plus grande, mais met autant de temps à retomber ; elle est en conséquence diluée et plus diffuse. De ce fait, les limites au sol de la contamination correspondant à une dose donnée sont moins étendues quand le trajet du panache sous le vent a été allongé par des vents en altitude.
Des pluies ou des orages peuvent ramener les particules au sol beaucoup plus rapidement, si le nuage radioactif est « lavé » par les gouttes d'eau. C'est l'intensité plus ou moins forte des précipitations qui conduit pour Tchernobyl à ces cartes de contamination en « peau de léopard », la contamination au sol étant provoquée par des averses éparses. De même, bien qu'une explosion nucléaire en altitude n'entraîne par elle-même pas de contamination significative au sol, une pluie locale comme la « black rain » de Nagasaki peut ramener au sol des poussières radioactives et des cendres, créant néanmoins des taches de contamination.

## Urgences médicales

### Syndrome d'irradiation aiguë

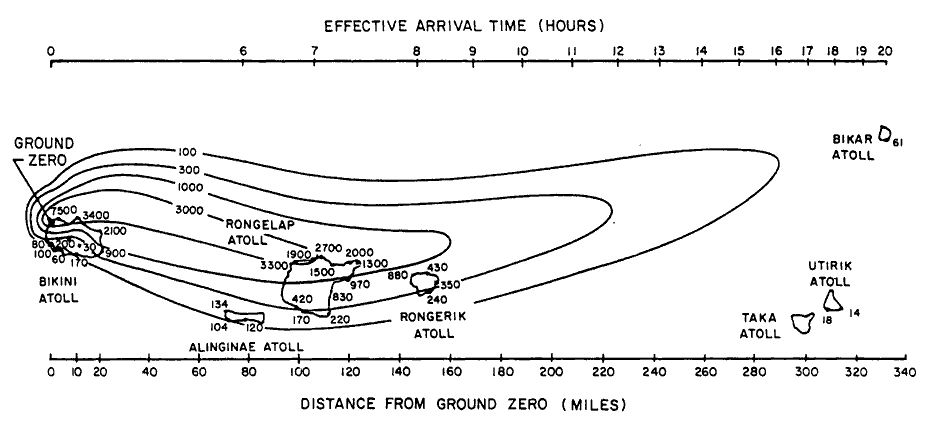
Essai Castle Bravo : Retombée d'un engin de 10 Mt (explosion en surface). Les valeurs indiquées correspondent aux doses cumulées en Röntgen par rayons γ les 4 premiers jours après la détonation (107 Röntgens correspondent à environ 1 Gy). La DL50 est de l'ordre de 4 gray, soit 400 rads. Des zones de retombées où surviendrait 50 % de décès chez les personnes exposées pourraient se retrouver jusqu'à 200 km du point 0.

Un syndrome d'irradiation aiguë n'est pratiquement possible que pour des doses radioactives dépassant le sievert (ou 100 Rad), donc (si l'on exclut l'absence de mesure de radioprotection immédiate) pour une population exposée à un débit de dose de l'ordre ou supérieur à 100 mSv/h, ou de l'ordre du gray en moins de dix heures.
Un tel débit de dose peut se rencontrer dans les jours qui suivent une explosion atomique au sol, quand le pyrocumulus a incorporé des poussières lourdes qui retombent rapidement, ou encore quand le nuage radioactif est délavé par de la pluie avant d'avoir gagné la stratosphère. Ainsi, les retombées radioactives imprévues de l'essai au sol américain Castle Bravo ont été mortelles sur des centaines de kilomètres. Elle a entraîné un syndrome d'irradiation aiguë pour l'équipage du Daigo Fukuryū Maru qui pêchait dans cette zone, qui fut fatal pour l'un des marins : de toute l'histoire du nucléaire civil ou militaire, la mort d'Aikichi Kuboyama est à ce jour[Quand ?] le seul cas de mort par syndrome d'irradiation aiguë provoqué par des retombées nucléaires.
Il n'y a pas eu de retombées locales de ce niveau lors des bombardements atomiques de Hiroshima et Nagasaki, qui ont été des explosions en altitude, beaucoup plus efficaces sur le plan militaire. Les victimes qui ont souffert du syndrome d'irradiation aiguë ont été irradiées par le rayonnement de l'explosion elle-même, non par des retombées. La pluie noire (« black rain ») qui est tombée sur Hiroshima avait été noircie par les cendres provenant de l'incendie géant de la ville, mais n'était que modérément radioactive, et n'a pu entraîner au maximum que des irradiations inférieures à 0,5 gray.
Un débit de dose suffisant pour entraîner un syndrome d'irradiation aiguë est également envisageable à proximité immédiate d'un accident nucléaire, comme dans la « forêt rousse » de Tchernobyl, où s'étaient concentrées les particules non vaporisées issues de l'incendie de la centrale.

### Zones de danger
L'irradiation globale peut être mortelle à partir de 1,5 gray, et la mort est certaine au-dessus de 10 gray reçus en moins de quelques heures. À l'autre bout de l'échelle du risque, il n'y a pas d'effet observable en dessous d'une irradiation de l'ordre de 100 mSv, ou d'un débit de dose de l'ordre de 100 µSv/h.
Il est possible de distinguer trois zones de danger dans les zones polluées par des retombées radioactives :
- Dans les zones de « très grand danger », la dose mortelle est atteinte après une heure de séjour. Ces zones correspondent donc à un débit de dose supérieur à 1 gray par heure (ou 1 000 mSv/h).
- Dans les zones de « grand danger », cette dose mortelle est atteinte en quelques heures. C'est ce qui correspond aux limites des « zones rouges » dans la réglementation sur la radioprotection, où le débit de dose est de plus de 100 mSv reçus en 1 h.
- Dans les zones de « danger moyen », les troubles observés atteindront des degrés divers, mais il ne sera pas constaté de mort.

Ces zones reflètent la plus ou moins grande urgence médicale que prend l'organisation de la protection et de l'évacuation.
La limite des « zones orange » en radioprotection, de 2 mSv/h, peut être un bon repère : à ce niveau, même un séjour d'un mois ne conduira qu'à une dose reçue inférieure à 1,5 sievert, ce qui n'a pas de conséquence médicale immédiate sur le plan du syndrome d'irradiation aiguë. De telles zones n'ont pas à être prises en compte immédiatement dans une organisation de crise.
En ce qui concerne les limites d'exposition admissibles en cas d'urgence radiologiques, elles sont de 100 mSv par intervention pour les équipes d'intervention spécialisées en risques radiologiques, et peuvent aller jusqu'à 300 mSv si l'intervention est nécessaire pour la protection des personnes. Il en résulte que les liquidateurs intervenant en secours sur cette zone ne peuvent le faire qu'un temps limité, au-delà duquel ils auront épuisé leur potentiel d'exposition admissible ; et que l'organisation des secours et de l'évacuation d'urgence se limite en pratique aux zones de « danger moyen », où le débit de dose se situe entre 1 et 100 mSv/h :
| Très grand danger      | plus de 1 000 mSv reçus en 1 h  | - Zone interdite. Une incursion de l'ordre de l'heure représente un danger de mort à terme par syndrome d'irradiation aigüe, et relève de la mission suicide. - Évacuation impossible : Il ne sera jamais justifié de mettre en danger la vie des intervenants pour porter secours à d'éventuels survivants. |  |
| Grand danger           | de 100 à 1 000 mSv reçus en 1 h | - Limite de l'organisation systématique des secours. Les secours rencontrant des débits de dose supérieurs à 100 mSv/h doivent marquer l'interdiction d'accès et rebrousser chemin sans délai. - Une incursion de quelques minutes est ponctuellement envisageable si l'organisation des secours l'exige. - Évacuation non justifiée : ceux qui n'ont pas pu se mettre à l'abri sont de toute manière condamnés. |  |
| Danger moyen           | de 10 à 100 mSv reçus en 1 h    | - Balisage d'un périmètre de sécurité à l'entrée de la zone. - Évacuation urgente et prioritaire de la zone ; pas de présence permanente des secours. - Incursions de quelques heures admissibles dans cette zone si l'organisation des secours l'exige. |  |
| Danger moyen           | de 1 à 10 mSv reçus en 1 h      | - Balisage d'un périmètre de sécurité à l'entrée de la zone et contrôle des accès. - Activités de l'ordre de la journée admissibles pour les secours. - Évacuation systématique de la zone. |  |
| Pas de danger immédiat | de 100 µSv à 1 mSv reçus en 1 h | - Limite d'apparition d'effets sanitaires nuisibles à long terme. - Pas d'urgence sanitaire à une évacuation, mais évacuation à envisager à terme si ce niveau d'irradiation doit se prolonger plusieurs jours (petit risque d'effet stochastique à long terme). - Prévention urgente du risque thyroïdien. Prévention nécessaire contre la contamination par contact, inhalation ou ingestion.                  |  |
| Pas de danger          | moins de 100 µSv reçus en 1 h   | - Pas d'impact sanitaire démontré de ces débits de doses (niveau de radiation détecté dans certains lieux à radioactivité naturelle élevée). - Prévention du risque thyroïdien à très court terme. Prévention éventuelle contre la contamination par contact, inhalation ou ingestion. - Évacuation non nécessaire, mais surveillance radiologique à mettre en place.                                            |  |

Il faut insister sur le fait qu'en réalité, les limites de ces différentes zones ne sont pas nettement tranchées, et se réduisent avec le temps du fait de la décroissance radioactive.
Les zones de danger sont dues à la radioactivité très élevée des produits de fission à courte durée de vie. De ce fait, les zones correspondantes cessent d'être dangereuses après quelques années.
Comme indiqué plus haut, l'activité du nuage produit par une explosion atomique décroit initialement en t-1,2, c'est-à-dire que quand le temps depuis l'explosion est multiplié par sept, la radioactivité décroît d'un facteur dix.
La limite d'une zone de « très grand danger » le lendemain de l'explosion (1 000 mSv/h) n'est plus que celle de « grand danger » (100 mSv/h) après une semaine, et après sept semaines (deux mois) la radioactivité résiduelle (10 mSv/h) permet d'y faire de courtes incursions en cas de besoin.
Même dans la forêt rousse de Tchernobyl, dont les feuilles avaient été grillées par l'intensité des radiations, il n'y a plus après vingt-cinq ans de « zone de danger » au sens ci-dessus. On y relève de nos jours ponctuellement des débits allant parfois jusqu'à un Röntgen par heure (soit de l'ordre de 10 mSv/h), mais les débits couramment rencontrés sont cent fois plus faibles.

### Protection

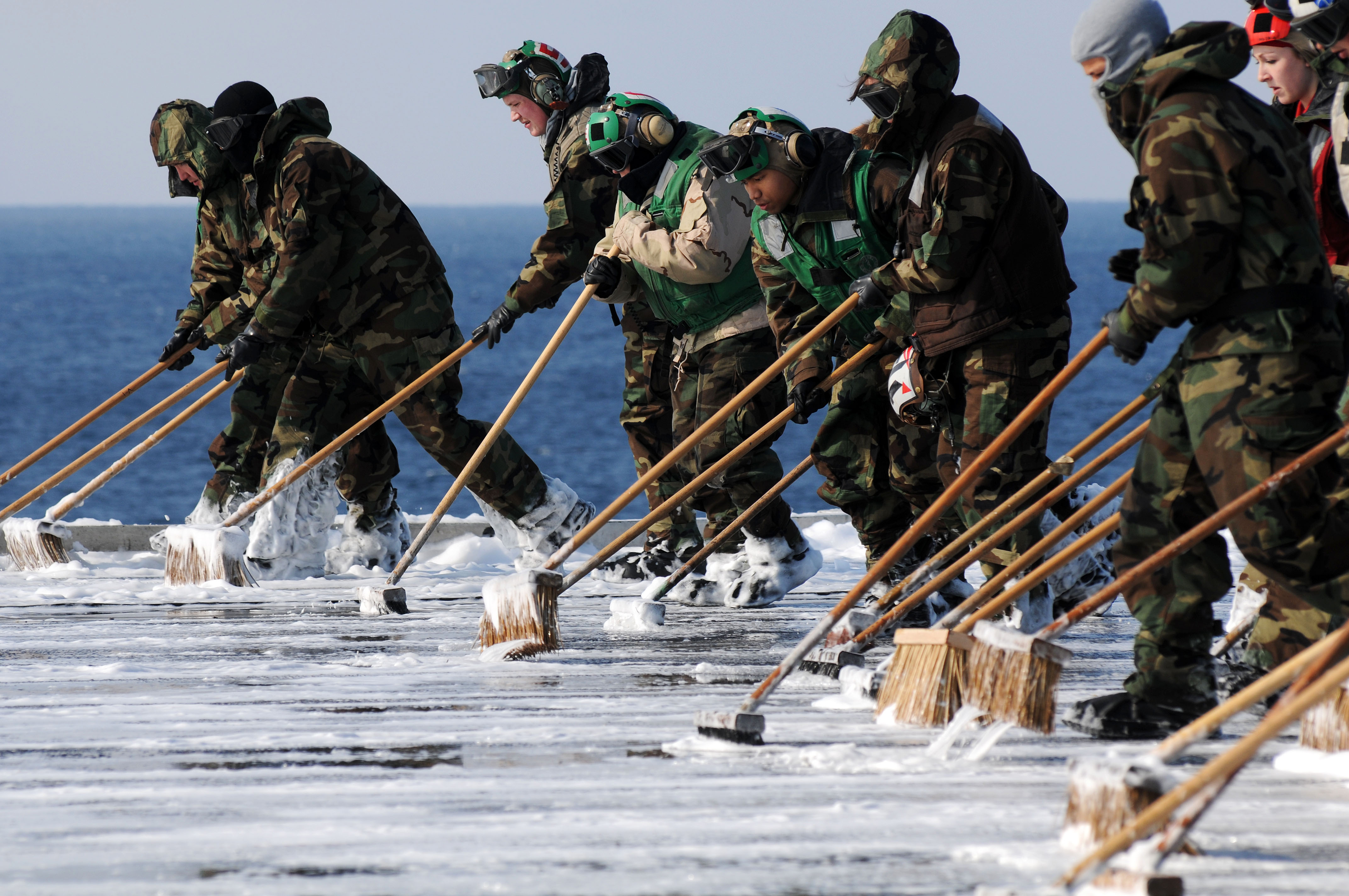
Décontamination du porte-avions, touché par les retombées radioactives de l'accident nucléaire de Fukushima.

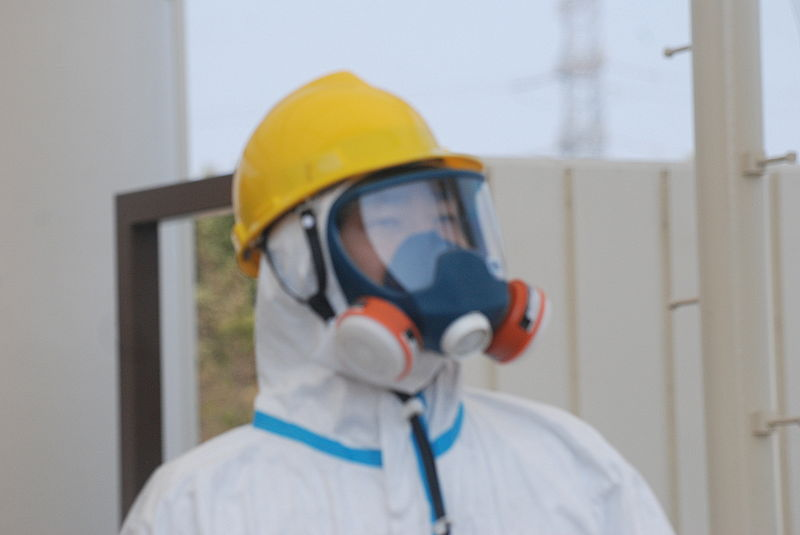
Protection contre les retombées radioactives.

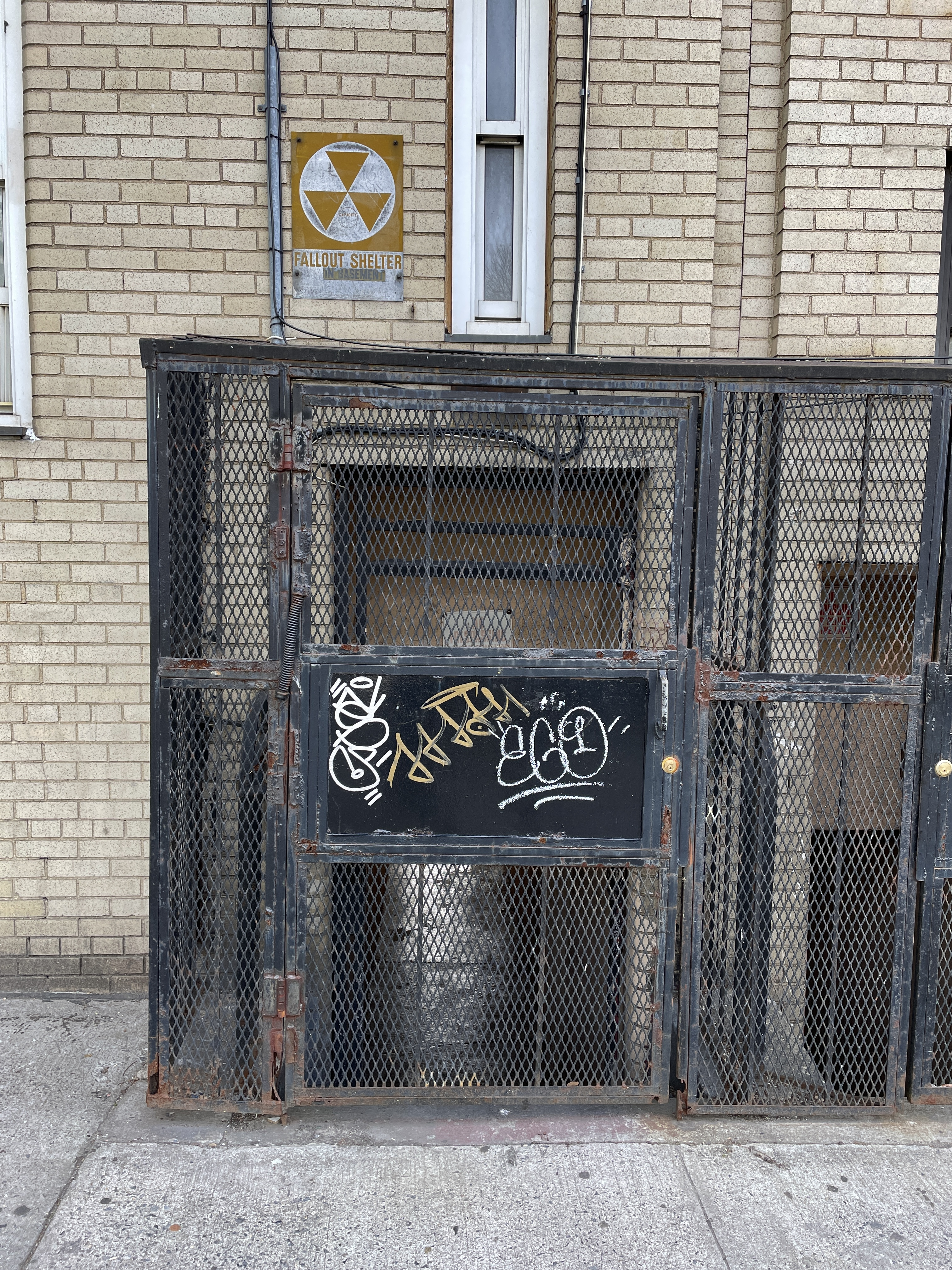
Abri contre les retombées, New York, 2024

Quand un individu se trouve dans une zone contaminée, il est principalement exposé à une contamination externe par les radiations gamma, et par une contamination interne s'il respire de la poussière contaminée ou ingère des produits pollués. Sa peau ou ses vêtements peuvent également recueillir des poussières polluées, qui peuvent le contaminer par la suite s'il ne les lave pas.
Dans la zone de retombées, il faut :
- S'abriter pour diminuer le rayonnement ;
- Attendre que par la suite de la décroissance naturelle il soit devenu possible d'évacuer ou de décontaminer sans danger.

L’organisation des secours ne peut porter au mieux que sur les zones au plus de « moyen danger », où la circulation ne met pas immédiatement la vie en danger.
Il faut éviter d'absorber les poussières radioactives (par inhalation et par ingestion). Si l'on veut circuler en zone de retombées, le port du masque est obligatoire. Il faut se méfier de l'eau et des aliments (non contrôlés), et protéger toute blessure.
La décontamination consiste essentiellement à laver (le corps, les vêtements ou le matériel) pour éliminer toute particule radioactive qui s'y serait déposée.

### Prévention du cancer de la thyroïde
Même si des évacuations n'y sont pas nécessaires, la prévention du cancer de la thyroïde chez les jeunes enfants doit être entreprise en parallèle sur toutes les zones de retombées significatives (voir ci-dessous).

## Conséquences médicales à long terme

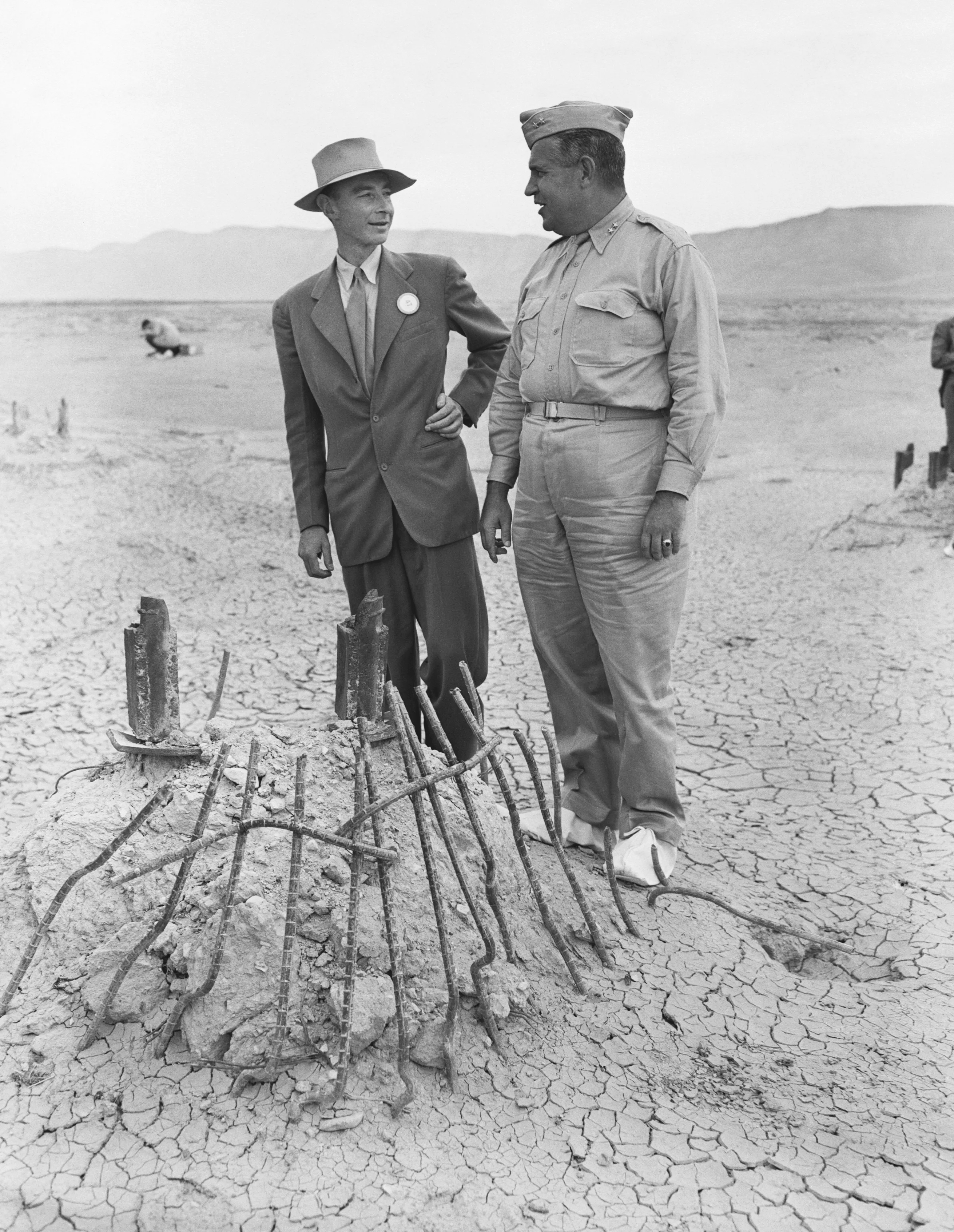
Robert Oppenheimer et Leslie Groves examinant le site de l'essai Trinity en septembre 1945, deux mois après l'explosion de la première bombe atomique. Malgré les retombées radioactives initiales, la zone n'est plus considérée comme dangereuse.

### Niveaux d'intervention en situation d'urgence radiologique
En dehors des zones jugées dangereuses, donc en dessous d'un débit de dose de 1 mSv h−1, il n'y a pas de danger immédiat justifiant une évacuation urgente. Cependant, les tests effectués sur animaux en laboratoire montrent,, que le seuil d'apparition d'effets biologiques significatif pour une irradiation permanente se situe quelque part entre 1 mSv h−1 et 0,1 mSv h−1 (les premières apparitions de cancers se situant en revanche à des seuils dix fois plus élevés, de l'ordre de 10 mSv h−1 subis en exposition permanente).
Les niveaux d'intervention considérés par la réglementation française sont (en 2015) :
- une dose efficace de 10 mSv pour la mise à l'abri ;
- une dose efficace de 50 mSv pour l'évacuation ;
- une dose équivalente à la thyroïde de 50 mSv pour l'administration d'iode stable.

En dessous de ce dernier chiffre, soit 100 µSv h−1, il n'y a pas d'effet détectable sur le plan médical, et une évacuation de principe ne paraît plus s'imposer.
On peut remarquer que ces limites d'exposition sont quarante ou cinquante fois supérieures à ce que donne la « limite légale » interdisant d'exposer volontairement le public à plus de 1 mSv par an (Code de la santé publique, Article R1333-8), ce qui correspond à des ambiances de débit de dose de l'ordre de 2,5 µSv h−1. Il s'agit en effet de deux problèmes très différents.
- Dans le cas d'une exposition volontaire, il s'agit d'appliquer le principe ALARA en réduisant l'exposition volontairement ajoutée au plus bas possible, et la réglementation prend dans ce cas une marge très importante par rapport à la zone de danger.
- Dans le cas d'une situation d'urgence il s'agit de soustraire la population exposée à un danger effectif, et cette situation d'urgence ne doit pas conduire à une sur-réaction nocive par elle-même.

Dans le cas de l'accident nucléaire de Fukushima, les autorités ont au contraire appliqué la limite légale d'exposition volontaire, les conduisant à évacuer les zones où des débits de dose supérieurs à 10 µSv h−1 avaient été constatés, alors même que les débits de dose rencontrés en dehors du périmètre de la centrale n'ont pratiquement jamais dépassé 100 µSv h−1 : cette évacuation, par elle-même, n'a pas pu avoir d'effet médical positif significatif. En revanche, le seul stress provoqué par cette évacuation aura entraîné plus de 1 500 morts sur la préfecture, soit plus que le nombre de morts initialement provoquées par le tremblement de terre et le tsunami consécutif, - ce n'est pas la radioactivité qui a tué, mais la radioprotection excessive. Un phénomène similaire a pu être observé sur les liquidateurs et les populations évacuées à la suite de l'accident nucléaire de Tchernobyl, pour lesquelles le surcroît de mortalité observé n'est pas dû à des cancers, mais à des facteurs psychologiques (dépression, alcoolisme, suicides).

### Cancer de la thyroïde
En dehors des zones de danger où un syndrome d'irradiation aiguë est à craindre, l'urgence sur le plan de la protection civile est de protéger la population infantile contre les effets de l'iode radioactif contenu dans les retombées, qui est susceptible d'être ingéré à travers des aliments contaminés.
L'iode contenu dans les retombées radioactives est reconnu comme une des causes du cancer de la thyroïde, principalement chez l'enfant : l'iode radioactif des retombées, absorbée par l'organisme, se fixe préférentiellement sur cet organe. Cet iode radioactif se dépose dans les prairies où paissent des vaches qui le concentrent dans leur lait, lait que les enfants boivent. Ainsi, à la suite de l'accident de Tchernobyl, près de 5 000 cas de cancer de la thyroïde ont été diagnostiqués à ce jour[Quand ?] chez les enfants et les adolescents âgés au plus de 18 ans au moment de l’accident.
En cas de contamination radioactive de l'environnement par l'iode 131, l'administration préventive d'iodure de potassium permet de saturer la thyroïde en iode stable (non radioactive) afin d'empêcher l'iode radioactif de s'y déposer et d'entraîner un cancer. Comme la demi-vie de l’iode radioactif est courte, si à Tchernobyl les gens avaient cessé de donner du lait contaminé aux enfants pendant quelques mois après l’accident, il est probable que la plupart de ces cancers induits par le rayonnement auraient été évités.
L'irradiation de la thyroïde est le résultat de deux bioconcentrations successives de l'iode, d'abord par le métabolisme de la vache, puis par celui de l'enfant. De ce fait, les zones qui doivent être surveillées sur le plan alimentaire sont beaucoup plus étendues que celles où le séjour est dangereux du fait des radiations ambiantes : une retombée radioactive faible peut suffire à rendre le lait impropre à la consommation. Inversement, même si de telles retombées faibles sont détectées, il n'est donc pas pour autant nécessaire d'évacuer la population. C'est ce qui s'est passé lors de l'incendie de Windscale, où le lait a été détruit sur une zone de 500 km2, mais la population n'a pas été évacuée.

### Risque stochastique
L'impact sanitaire à long terme des retombées radioactives correspond essentiellement au risque stochastique. Il résulte d'une part de l'exposition directe à la radioactivité ambiante dans les zones polluées, et d'autre part de l'accumulation de radionucléides à durée de vie relativement longue (comme le strontium 90 ou le césium 137) dans le corps à la suite de l'ingestion de nourriture contaminée.
Ce risque est très mal connu, pour deux raisons. D'une part, l'effet stochastique des faibles doses d'irradiation est faible, difficile à mettre en évidence, et plus difficile encore à quantifier avec précision. D'autre part, la relation dose-effet  qui a le mieux été étudiée, et sur laquelle se fondent les estimations courantes, a été étudiée sur les survivants des bombardements atomiques de Hiroshima et Nagasaki, où l'irradiation avait été le fait d'un flash intense de rayonnements gamma très court et uniformément réparti ; alors que l'extrapolation qui en est faite porte sur des expositions à long terme de faible niveau, et/ou sur des contaminations internes qui ne se répartissent pas de manière homogène dans le corps. La population étudiée n'est clairement pas représentative du phénomène que l'on tente de quantifier, mais il n'y a pas de meilleure « population de référence » à ce jour[Quand ?] (du fait des progrès en radioprotection, qui ont fait disparaître les pratiques à risque du début du XXe siècle).
On s’accorde généralement pour dire que le surcroît de risque relatif à 100 mSv (pour la population de référence) est de 1,06, ce qui correspond (pour un risque naturel de cancer de l'ordre de 20 %) à un taux de cancer provoqué de 1 % pour 100 mSv. Le risque de mortalité est plus faible que le taux de cancer (de l'ordre de 0,5 % pour 100 mSv), parce que beaucoup de personnes ayant un cancer sont soignées et en guérissent.
Il est scientifiquement certain que ce surcroît de risque, évalué pour une exposition ponctuelle, est nettement plus faible quand la dose est fractionnée, et probablement encore plus quand elle résulte d'une exposition continue. En ce qui concerne l'irradiation, il est certain que la somme des effets est moindre que l'effet de la somme. Mais le débit de dose en dessous duquel l'effet cesse d'être linéaire n'est pas connu, même si la limite de la zone de danger paraît être aux alentours de 1 mSv/h (pour une exposition environnementale permanente du corps entier).

### Autres conséquences des expositions
L'ouvrage The Effects of Nuclear Weapons du CEA / Ministère de la Défense américain (1957-1962), traduit en français sous le titre Effets des armes nucléaires (CEA / Ministère des armées 1963) ne consacre quelques-unes de ses 745 pages au sujet, elles sont assez détaillées : chapitre XI : Effets sur le personnel, sections Danger à long terme des retombées différées et Effets génétiques des rayonnements nucléaires. Citations :
« Un certain nombre d'effets des rayonnements nucléaires peuvent ne se manifester que quelques années après l'exposition. Parmi eux, et mis à part les effets génétiques, on peut citer la formation de cataractes, la réduction de la durée de la vie, la leucémie, certaines autres formes d'affections malignes et le développement retardé des enfants in utero au moment de l'irradiation. »
Cependant, ces effets ne se manifestent que pour des expositions massives, de l'ordre de celles entraînant un syndrome d'irradiation aiguë, et n'ont pas été rencontrés pour des expositions inférieures à une centaine de millisieverts.

## Organisation de la radioprotection à long terme

### Stades successifs de la contamination
Dans un premier stade, la radioprotection est dominée par le problème de l'iode radioactif :
- Dans la première journée suivant une explosion nucléaire, la radiotoxicité des retombées est initialement dominée par l'iode 135, de période 6,6 heures. Cet élément n'est pas présent dans un réacteur, où il a le temps de se transformer pratiquement entièrement en xénon 135.
- Dans les jours suivants, la radiotoxicité est dominée par l'iode 131, de durée 8,02 jours. Cet élément est également présent dans les retombées d'un réacteur nucléaire, mais à un niveau un peu moindre, parce que sa faible période radioactive ne maintient dans les produits de fission que la part correspondant à une production mensuelle.

Durant cette première période d'un ou deux mois, l'iode radioactif des retombées peut être ingéré et se fixer sur la thyroïde, où il peut entraîner des nodules cancéreux surtout chez l'enfant.
Dans une deuxième période, la contamination dominante est le strontium 90 de 28,8 ans, celle du césium 134 de demi-vie 2,06 ans, et celle du césium 137, de période 30,2 ans. Le strontium est moins présent dans un accident de réacteur, parce que moins volatil, mais c'est l'un des éléments les plus dangereux des retombées d'explosions atomiques. Il se fixe sur le squelette. Inversement, le césium 134 n'est pratiquement présent que dans les accidents de réacteur, car il n'est pratiquement pas directement formé par fission, mais par capture neutronique sur le césium 133, lui-même formé par décroissance radioactive des produits de fission et donc absent au moment de l'explosion. Ce sont les trois éléments dominants de la radioactivité des éléments combustibles irradiés pendant leur période d'entreposage intermédiaire, et ce sont eux qui entraînent une pollution au sol justifiant le cas échéant une radioprotection durable à échelle historique.
Dans le cas d'un « accident majeur » (niveau 7 sur l'échelle INES), on peut s'attendre à ce que les zones durablement touchées (à plus de 10 Ci/km2 de césium 137 ou équivalent, c'est-à-dire 370 kBq/m2) se comptent en centaines de kilomètres carrés, si les retombées ont été locales. Ces zones sont évidemment d'autant plus importantes que l'émission a été grande : de l'ordre de 1 000 km2 pour Fukushima, de l'ordre de 20 000 km2 pour Tchernobyl.
Après sept ou huit siècles, les éléments de demi-vie de l'ordre de trente ans ont vu leur radioactivité tomber à moins du millionième de sa valeur initiale. La radiotoxicité dominante des produits de fission passe à des radionucléides de plus longue période et de moindre radiotoxicité : le technétium 99 (0,211 Ma), le césium 135 (2,3 Ma), le zirconium 93 (1,53 Ma) et l'étain 126 (0,23 Ma). Les autres produits de fission à vie longue (iode 129 de 15,7 Ma, sélénium 79 de 0,327 Ma, palladium 107 de 6,5 Ma) sont produits en plus faible quantité et ne sont normalement pas dimensionnants, sauf si une séparation chimique les a concentrés par ailleurs.
Si la dispersion des retombées radioactives a été relativement homogène, la radioactivité à ce stade est retombée à des niveaux comparables voire largement inférieurs à ceux de la radioactivité naturelle. Tout en restant identifiable à la mesure, elle ne justifie plus de mesures de radioprotection. En effet, après la décroissance radioactive des radionucléides de période radioactive intermédiaire, le débit de dose radioactive sera à ce stade moins du millionième de celui qui régnait un an après l'accident ; pour qu'une zone reste à surveiller à ce stade (présente au moins un débit de dose supérieur à 1 µSv/h) il faudrait qu'au départ elle ait eu un débit de dose de l'ordre du Sv/h l'année après son dépôt, ce qui est irréaliste : un tel débit de dose est celui d'un fragment compact, d'un niveau de radioactivité susceptible de stériliser son environnement immédiat. Il ne s'agit pas d'une retombée diffuse mais d'un fragment ; sa concentration même fait que la décontamination en est facile, et n'importe quelle opération de décontamination menée pendant ce demi-millénaire l'aura identifié et évacué.

### Niveau de radioactivité et niveau de danger

Niveau de radioactivité entraîné par les retombées radioactives autour de Fukushima.
La limite inférieure de la zone coloriée en orange est à un débit de dose radioactive de 21,7 µSv/h, soit 190 mSv/an, et correspond sensiblement à la limite inférieure des « zones jaunes » de la réglementation française. À l'exception de l'entourage immédiat de la centrale (zone rouge), la quasi-totalité du territoire se situe à moins de 125 µSv/h, débits de dose ne justifiant pas d'évacuation du fait du danger médical.

Pour apprécier le niveau de pollution nucléaire, il faut garder en tête que pour ce qui est de l'irradiation externe :
- une contamination au sol de 1 MBq/m2 en césium 137 (un million de Becquerel par mètre carré) entraîne un débit de dose de l'ordre de la dizaine de mSv par an (1,5 à 4 µSv/h)[23] pour une personne qui y serait exposée en permanence. Une contamination de 15 curies par kilomètre carré (Ci/km2) en césium 137 (soit 555 kBq/m2) occasionne une dose externe d’environ 4 mSv/an, auxquels il faut ajouter la part de contamination interne provenant des produits utilisés dans la chaîne alimentaire, doublant en moyenne cette valeur[24].
- le seuil de référence édicté par l’Union Européenne en dessous duquel une exposition à des rayonnements est en pratique négligeable du point de vue de la protection contre les rayonnements et n'impose pas de déclaration est de 1 μSv/h[25].
- ce seuil (pour lequel une surveillance de radioprotection devient justifiée) est lui-même très inférieur au débit de dose à partir duquel un effet nocif sur la santé peut être mis en évidence, qui est de cent à mille fois plus élevé. Un débit de dose « non négligeable » n'est donc pas dangereux pour autant.

Le becquerel mesure en effet la désintégration d'un atome unique chaque seconde, une radioactivité mesurable peut être le fait de traces chimiques à peine détectables par ailleurs. À titre de comparaison, la radioactivité naturelle d'un corps humain (due principalement au potassium 40 contenu dans les os) est de l'ordre de 8 000 becquerels pour une surface de peau de l'ordre de 2 m2.

### Zones interdites ou d'accès réglementé

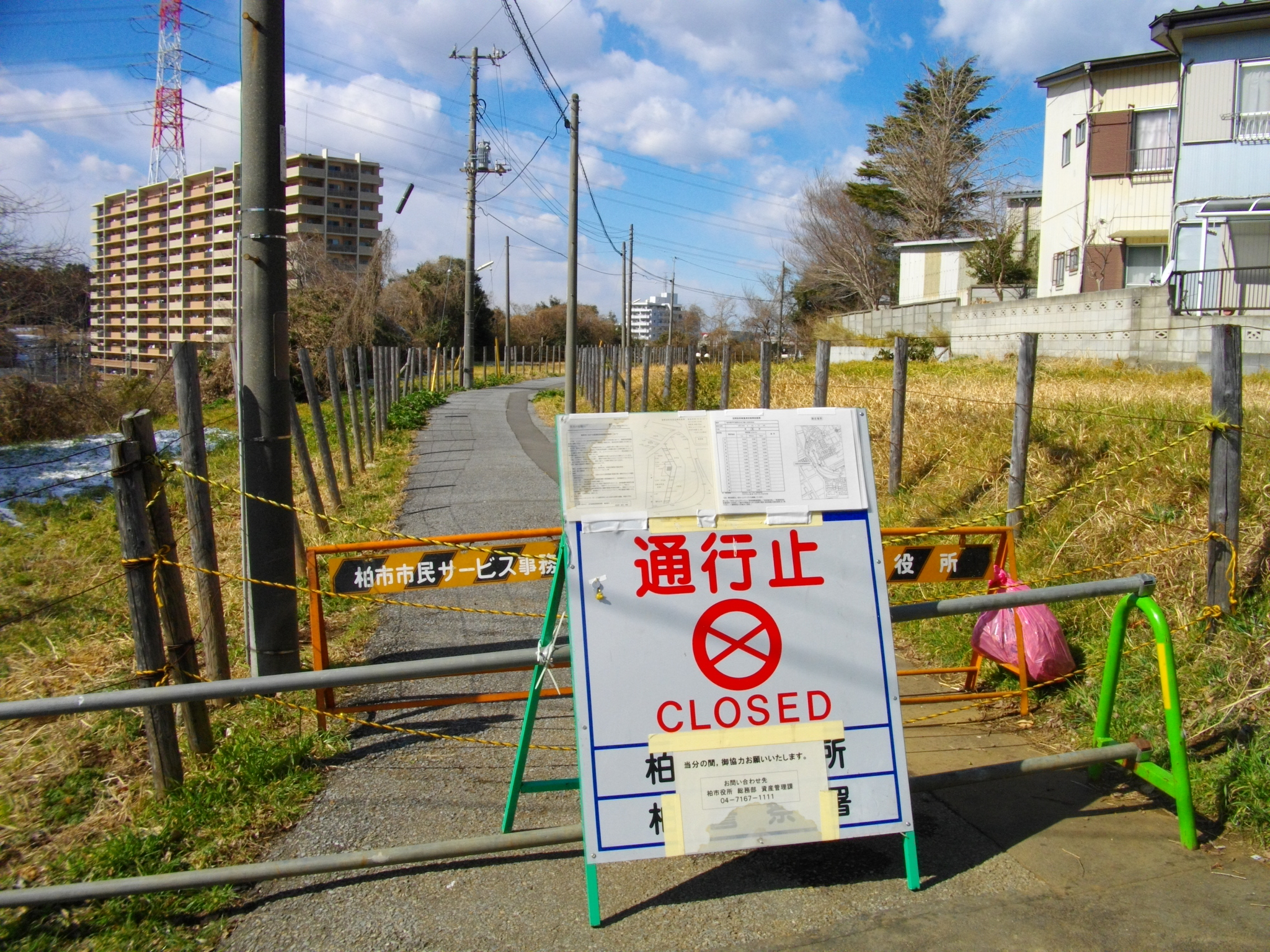
Barrage sur une route menant à une zone polluée par les retombées de l'accident de Fukushima.

Pour les pouvoirs publics, se pose alors la question de ce qui peut être autorisé ou non comme accès aux zones polluées.
Les limites réglementaires de doses auxquelles on peut exposer le public ou des travailleurs sont de l'ordre de 1 à 50 mSv/an, ce qui est l'ordre de grandeur du rayonnement naturel. Mais cette limite réglementaire est un compromis artificiel. Ces limites de doses s'appliquent y compris à des expositions ponctuelles, dont on sait qu'elles sont plus nocives ; et inversement certaines expositions naturelles continues conduisent à plus de 100 mSv/an sans dommage apparent pour la population.
Dans le cas des zones polluées de Tchernobyl, la réglementation des zones en fonction de la pollution au césium 137, principal marqueur de la pollution à échelle historique, a été très prudente, et calquée sur la réglementation applicable au nucléaire civil :
- zone fermée/confisquée (supérieure à 40 curies par kilomètre carré (Ci/km2) de césium 137), correspondant donc à une irradiation moyenne supérieure à 10 mSv/an (20 mSv/an en incluant le risque d'ingestion).
- zone de contrôle permanent (15 à 40 Ci/km2de césium 137), soit plus de 4 mSv/an (8 avec ingestion).
- zone de contrôle périodique (5 à 15 Ci/km2 de césium 137), soit de l'ordre du mSv/an, c'est-à-dire l'ordre de grandeur de la radioactivité naturelle.
- zone faiblement contaminée (1 à 15 Ci/km2 de césium 137) : ces zones sont conventionnellement qualifiées de « polluées » parce que la limite conventionnelle de prise en compte de cette pollution était de un curie par kilomètre carré.
- à des niveaux inférieurs, il y a un marquage radioactif mesurable, mais à un niveau inférieur au niveau de radioactivité naturelle, et qui n'entraîne pas de conséquence sanitaire identifiée. De ce fait, et dans la mesure où le fonctionnement de l'écosystème n'en est pas altéré, il faut alors parler de « marquage radioactif » et non de « pollution ».

En ce qui concerne les zones polluées par l'accident de Fukushima, les seuils des restrictions sont plus élevés, mais comprennent toute la radioactivité et non uniquement le césium. Les restrictions dépendent des zones, signalées en s'inspirant du code des feux de circulation routière :

- les zones « rouges » sont considérées comme d'accès difficile, parce que le débit de dose y est supérieur à 50 mSv/an, et ne devrait pas retomber en dessous de 20 mSv/an avant mars 2016, soit cinq ans après l'accident. L'accès y est possible pour des raisons d'intérêt public, mais les personnes qui s'y rendent doivent utiliser des équipements protecteurs et des dosimètres[26] ;
- dans les zones « orange », d'accès restreint, le débit de dose est compris entre 20 et 50 mSv/an. Le public peut y accéder pour y accomplir des tâches spécifiques, sans avoir besoin de porter des équipements protecteurs ou des dosimètres. Les personnes qui entrent dans ces zones sont priées de ne pas le faire sans nécessité, d'éviter de travailler à l'extérieur, de se déplacer en véhicule plutôt qu'à pied dès que le trajet extérieur n'est pas court, et de se laver en regagnant un bâtiment. Les résidents ont été informés de ne pas boire l'eau des rivières, mais l'eau courante ne pose pas de problème[26] ;
- dans les zones « vertes », le débit de dose est inférieur à 20 mSv/an, seuil fixé par le gouvernement pour autoriser un retour permanent. Dans cette zone, il est possible de circuler sans restrictions et travailler sans équipement de protection. La seule restriction est qu'il reste interdit d'y passer la nuit[26].

Cette réglementation est destinée à protéger la population contre le risque stochastique que représente une occupation permanente à long terme, qui est aujourd'hui mal connu, et répond à un objectif de santé publique.
Même dans la zone « interdite », l'impact sanitaire reste faible à un niveau individuel : un séjour d'un mois dans la zone (coloriée en orange sur la carte) où la radioactivité est inférieure à 125 µSv/h, expose à une dose cumulée d'au plus 90 mSv. Si l'on se réfère au modèle linéaire sans seuil, une telle dose fait passer le risque d'attraper un jour un cancer au plus de 20 % à 21 %, et le risque d'en mourir augmente au plus d'un demi pour-cent ; cependant, ce modèle n'est validé que pour des doses radioactives reçues en quelques secondes ; aucune conséquence biologique n'a jamais été réellement démontrée pour un débit de dose inférieur à 125 µSv/h, qui reste du domaine des faibles doses d'irradiation.

### Conséquences sur la faune et la flore
L'effet d'une irradiation aiguë est mal connu. Les anomalies de développement sont avérées, que ce soit sur la croissance végétale, ou sur l'embryogenèse des populations animales exposées. L'examen au microscope de spécimen de plantes ayant poussé à la fin de l'été 1945 sur les terres dévastées de Hiroshima révélait des cellules agrandies et déformées.[réf. nécessaire]
La principale crainte (en particulier pour l'homme) est celle de mutations génétiques, mais ce risque ne semble pas concerner les mammifères au même titre que les autres animaux.
- Concernant plus spécifiquement et théoriquement les altérations génétiques, la dose doublante, qui entraîne un doublement des anomalies par rapport à la fréquence des anomalies spontanées, est estimée entre 0,5 et 2,5 gray sur des espèces bien connues telles que les drosophiles. Ces chiffres peuvent être mis en relation avec le chiffre de 4 gray au minimum reçus dans un rayon de 1 km autour du point d'impact de la bombe de Hiroshima.
- En revanche, dans le cas des mammifères, il n'a pas été expérimentalement mis en évidence de troubles génétiques y compris pour des irradiations de 2 Gy par génération sur 83 générations successives[27].

De même que pour l'iode, la bioconcentration des radionucléides dans les zones polluées peut rendre les produits végétaux ou animaux impropres à la consommation. Le contrôle sanitaire de ces zones doit donc être maintenu très au-delà du point où le séjour n'y est plus dangereux.
« Du point de vue des écosystèmes, un accident de centrale est une excellente nouvelle, car cela crée instantanément une réserve naturelle parfaite ! La vie sauvage ne s’est jamais aussi bien portée dans les environs de Tchernobyl que depuis que les hommes ont été évacués (la colonisation soviétique, à l’inverse, a été une vraie catastrophe pour la flore et la faune). Le niveau de radioactivité est désormais sans effet sur les écosystèmes environnants, et le fait d’avoir évacué le prédateur (l'être humain) a permis le retour des castors, loups, faucons, etc. On a même profité de cette création inattendue de réserve naturelle pour réintroduire des bisons et des chevaux de Przewalski, qui vont très bien merci. La hantise de la radioactivité vient de la crainte que nous avons tous quand nous ne comprenons pas ce qui se passe. Mais ce que nous ne comprenons pas n’est pas nécessairement dangereux pour autant… » (Jean-Marc Jancovici)
Du fait de la bioaccumulation possible du césium 137, des champignons ou des animaux sauvages qui s'en nourrissent peuvent atteindre des niveaux de radioactivité les rendant réglementairement impropres à la consommation humaine, même dans des zones qui ne sont pas qualifiées de « contaminées », par exemple un sanglier chassé en Allemagne ou un chevreuil en Autriche. Cette contamination est très variable : de 15  à   5 000 Bq/kg pour les champignons et jusqu'à 5 000 Bq/kg pour le gibier.
Il convient toutefois de relativiser ces exemples journalistiques en soulignant que la limite réglementaire des aliments « impropres à la consommation » correspond à des concentrations qui exposent le public à des irradiations dépassant 1 mSv/an, ce qui reste une très faible dose d'irradiation, mais surtout que cette dose est calculée dans l'hypothèse d'un régime composé quotidiennement d'aliments de ce type, ce qui est évidemment irréaliste dans le cas de gibier. Aux niveaux de bioaccumulation relevés sur ces exemples, une consommation ponctuelle (trois fois par an, soit cent fois moins souvent) n'a qu'une incidence de deux ordres de grandeur inférieure, ce qui est évidemment négligeable. Le césium 137 a une radiotoxicité estimée de 13 × 10−9 Sv/Bq, la consommation de dix kilogrammes d'un sanglier ou d'un champignon même contaminé aux taux records de 5 000 Bq/kg n'entraîne qu'une dose efficace engagée de 0,65 mSv, ce qui n'a pas d'incidence mesurable sur la santé même en admettant le modèle linéaire sans seuil.

## Conséquences globales

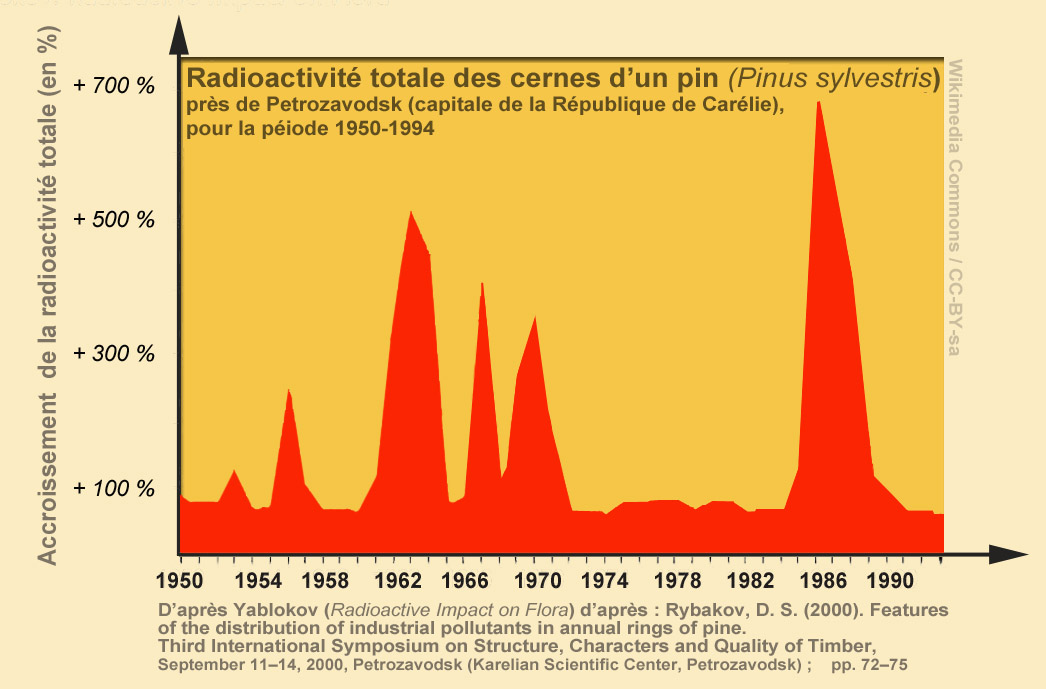
Retombées globales : Trace des essais nucléaires atmosphériques (à gauche) et de l'accident de Tchernobyl (à droite) dans les cernes d'un pin de Finlande.

### Effets sur le reste de la population mondiale (retombées globales)
Entre 1945 et 1971, les essais nucléaires atmosphériques ont libéré une énergie équivalente à celle de l'explosion de plus de cinq cents mégatonnes de TNT. À partir de 1963, des traités internationaux vont réduire les occurrences de ces essais et les puissances nucléaires vont d'elles-mêmes éviter les tirs atmosphériques pour leurs préférer des tirs souterrains.
L'ensemble de la population mondiale a été exposée aux radionucléides dispersés à la surface du globe par ces essais atmosphériques. Les effets sur la population mondiale restent difficiles à estimer en raison des très faibles doses d'irradiation impliquées (inférieures de plusieurs ordres à la radioactivité naturelle).
Un rapport américain du CDC, estimant la faisabilité d'une étude sur ce sujet, évoque la possibilité de 11 000 morts par cancers radio-induits par les retombées aux États-Unis entre 1950 et le début du XXIe siècle. Ce chiffre calculé, tout impressionnant qu'il soit dans l'absolu, recouvre en réalité une incidence extrêmement faible : pour la tranche d'âge la plus exposée, celle née en 1951, les retombées nucléaires ont fait passer le risque de mort par cancer, de l'ordre de 20 % au naturel, à un risque calculé de 20,0263 %.
Cette étude estime le nombre de victimes par une extrapolation qui n'est qu'une hypothèse (existence d'une fonction linéaire dose-réponse y compris pour de très faible doses), la radioactivité naturelle selon la même extrapolation serait alors responsable de 16 fois plus de morts. En comparaison, toutes causes confondues en 1990, c'est 500 000 morts par cancers qui sont survenues dans le même pays.
Le rapport souligne en outre que l'effet des faibles doses d'irradiation est très mal connu, et que les modèles utilisés sont en conséquence largement arbitraires. Le risque supplémentaire de une mort sur 3800 étant statistiquement indétectable, le rapport conclut qu'il n'est pas nécessaire de conduire des études supplémentaires.
Quant aux effets sur le nombre d'occurrences de maladies génétiques, les données fiables manquent mais ils peuvent être considérés comme très faibles.

### Le point de vue d'Andreï Sakharov
Andreï Sakharov (physicien et « père » de la bombe H soviétique, puis prix Nobel de la paix) raconte dans ses Mémoires (1978-1984, Le Seuil, 1990, chap. 14 : « Le problème du seuil dans les effets biologiques ») avoir publié en 1957 une étude sur le sujet :

« Ce qui distingue les conséquences biologiques lointaines des explosions nucléaires (surtout lorsqu'elles ont lieu dans l'atmosphère, les retombées radioactives se diffusant sur toute la Terre ou plutôt sur tout l'hémisphère), c'est qu'on peut les calculer, on peut déterminer avec plus ou moins de précision le nombre total des victimes, mais on ne peut pratiquement pas indiquer qui sont ces victimes, car elles sont perdues dans la marée humaine. » (p. 224) »

« Une dose même minime d'irradiation peut fausser le mécanisme héréditaire et provoquer une maladie héréditaire ou la mort. » (p. 225) »

« La probabilité des lésions est directement proportionnelle à la dose d'irradiation, mais dans certaines limites connues, la nature des lésions ne dépend plus de la quantité d'irradiation. […] C'est ce qu'on appelle la situation d'absence de seuil » (p. 225) »

« Ces effets - y compris l'apparition de carcinomes et les mutations génétiques - se manifestent même avec des irradiations minimales et conduisent statistiquement à de hauts degrés de mortalité et de pathologie car un très grand nombre de personnes et, à terme, l'ensemble de l'humanité sont soumis aux radiations. » (p. 228) »

« J'évaluais le nombre global de victimes par mégatonne d'explosion à 10 000 [...] sur une population de 30 milliards d'hommes, pour toute la période touchée par l'effet radioactif. » (p. 229) »

La puissance cumulée des essais dépasse quatre cents mégatonnes [cf lien externe 1][source insuffisante], ce qui conduirait à une évaluation de 4 millions de morts sur les quelques milliers d'années correspondant à la période d'activité des produits radioactifs impliqués.
Le modèle à absence de seuil est indiqué comme ayant été utilisé par l'OMS pour évaluer les effets de la catastrophe de Tchernobyl par Jean-Pierre Dupuy dans son livre de 2006 Retour de Tchernobyl.
On notera quand même que M. Sakharov n'est ni médecin, ni biologiste, et cette publication remonte à 1957 (sans beaucoup de recul par rapport au suivi des survivants de Hiroshima et Nagasaki).

### Hiver nucléaire
L'hypothèse d'effets catastrophiques sur le climat fut mise en avant par un groupe de scientifiques en 1983. Si lors d'un affrontement nucléaire majeur, les États-Unis ou la Russie utilisaient, ne serait-ce que la moitié de leur arsenal militaire nucléaire, cela engendrerait le soulèvement d'une masse colossale de poussières et de fumées, celles-ci obstruant alors, essentiellement dans l'hémisphère nord, le rayonnement solaire pendant plusieurs mois (comparable ou supérieur à l'explosion du volcan la Tambora en 1815). Ceci produirait un refroidissement général, appelé couramment hiver nucléaire.
De plus, ces scientifiques s'accordaient aussi à dire que les rejets dus à l'explosion de ces armes pourraient endommager la couche d'ozone, ce qui causerait des dégâts supplémentaires.